# ساحل داغ
«ساحل داغ» (انگلیسی: Sizzle Beach, U.S.A.) یک فیلم است که در سال ۱۹۸۶ منتشر شد. از بازیگران آن می‌توان به کوین کاستنر اشاره کرد. این فیلم محصول ۱۹۷۴ میلادی است ولی ۱۲ سال بعد یعنی سال ۱۹۸۶ منتشر گردید. ساحل داغ نخستین فیلم کوین کاستنر است.